# Madeleine Foisil
Madeleine Foisil, née le 24 mai 1925 à Isigny-le-Buat dans le département de la Manche et morte le 13 janvier 2016 à Cormeilles-en-Parisis dans le Val-d'Oise, est une historienne moderniste française. 
Elle consacre l'essentiel de ses travaux aux révoltes populaires du XVIIe siècle et aux écrits du for privé, principalement en Normandie.

## Biographie

### Carrière à la Sorbonne
Madeleine Foisil naît le 24 mai 1925 à Isigny-le-Buat dans le département de la Manche. Elle est la nièce de l'écrivain Louis Foisil.
Ingénieur de recherche au CNRS, elle est l'assistante de Victor-Lucien Tapié puis de Pierre Chaunu à la Sorbonne au Centre de recherches sur la civilisation de l'Europe moderne,. Avec Annick Pardailhé-Galabrun, elle co-organise le séminaire de Pierre Chaunu, en rédige les comptes rendus et y anime les recherches lancées. Dès sa fondation en 1982, Madeleine Foisil est la secrétaire de rédaction de la revue Histoire, économie et société.

### Révoltes populaires sans lutte des classes
Elle consacre sa thèse, dirigée par Roland Mousnier, à la révolte des Nu-pieds de 1639. Ce travail s'inscrit dans une série de thèses sur les révoltes populaires rédigées par les élèves de Roland Mousnier, avec celles de René Pillorget et Yves-Marie Bercé. Cette révolte des Nu-pieds est en effet un des événements majeurs analysés dans la controverse qui oppose, dans les années 1960, Boris Porchnev à Roland Mousnier sur l'interprétation des révoltes populaires. Boris Porchnev y voit des exemples de lutte des classes, ce que récusent Roland Mousnier et ses élèves, dont Madeleine Foisil. Yves-Marie Bercé et Madeleine Foisil sont les élèves de Roland Mousnier qui apportent les contributions les plus décisives à la compréhension des révoltes populaires du XVIIe siècle. 
Le livre tiré de la thèse est publié en 1970. François Lebrun en souligne le sérieux, le qualifiant de « pièce de valeur ». Emmanuel Le Roy Ladurie y consacre quatre pages de compte rendu dans les Annales ESC, saluant son « érudition, modestie et brio ». Cependant, dans les Annales de Normandie, Guy Lemarchand critique la thèse de Madeleine Foisil, lui reprochant de ne pas assez tenir compte du travail de Boris Porchnev. Il développe une interprétation de cette révolte comme « front de classe ».

### Écrits du for privé
En 1981, Madeleine Foisil publie une étude consacrée au noble normand et mémorialiste Gilles de Gouberville, à partir du journal ou livre de raison que celui-ci a tenu pendant des années. Christian Jouhaud souligne que ce livre donne « force et tempérament à l'histoire de la quotidienneté ». Claude Quétel évoque « la solidité d'une lecture sérielle alliée à la sensibilité chaleureuse d'une historienne dont on aimerait lire un jour quelque grande biographie ».
En 1986, Madeleine Foisil intitule le chapitre qu'elle rédige dans le tome 3 de l'Histoire de la vie privée, dirigée par Philippe Ariès et Georges Duby, « L'écriture du for privé ». Elle invente ainsi une expression promise à un bel avenir, qui désigne un type de sources, les livres de raison, journaux personnels et autres textes d'écriture de soi, que les historiens vont utiliser abondamment, pour écrire une histoire de l'intime. L'expression est construite à partir de la notion religieuse de for interne. Selon Olivier Poncet, l'expression for privé « sert aujourd'hui de drapeau et de point de ralliement à toutes les entreprises qui visent à valoriser des écrits souvent extrêmement divers et qui ont en commun de porter ou de traduire une expression personnelle ».
Dans le cadre du séminaire de Pierre Chaunu à la Sorbonne, Madeleine Foisil prépare l'édition critique du journal de Jean Héroard, publiée en 1989. L'importance de la publication de cet ouvrage est soulignée,. Selon le journal Le Monde, « jusqu'à l'immense opus proposé aujourd'hui par Madeleine Foisil, personne n'a vraiment lu Héroard ». Jean-Pierre Poussou estime que Madeleine Foisil atteint « une sorte de perfection dans la présentation pleine d'affectivité, d'émotion mais aussi de retenue ». Cette publication met en lumière la source unique que constitue le journal tenu par le médecin de Louis XIII, qui est ensuite l'objet de différentes études et fréquemment utilisé. En 1996, Madeleine Foisil elle-même en propose une synthèse, dans son livre L'enfant Louis XIII. L'éducation d'un roi 1601-1617. En contextualisant les informations tirées du journal d'Héroard, elle décrit l'enfance de Louis XIII et les soins dont on entoure l'enfant,.

### Autres ouvrages
En 1998, Madeleine Foisil publie avec Pierre Chaunu et Françoise de Noirfontaine un livre consacré au basculement religieux de Paris au XVIIIe siècle, qui s'inscrit dans le renouveau de l'histoire religieuse moderne. Madeleine Foisil y étudie l'archevêque de Paris Christophe de Beaumont et le journal Nouvelles ecclésiastiques.
En 2004, elle consacre un ouvrage à des « femmes de caractère » du XVIIe siècle. Ce livre est salué comme ouvrant « de nouvelles perspectives sur l’histoire des femmes ».
Madeleine Foisil meurt le 13 janvier 2016 à Cormeilles-en-Parisis dans le Val-d'Oise.

## Distinctions
- Chevalière de l'ordre national du Mérite.

## Principales publications

### Éditions de sources
- Madeleine Foisil (éd.), Mémoires du président Alexandre Bigot de Monville : Le Parlement de Rouen, 1640-1643, Paris, PUF, coll. « Publications de la Faculté des Lettres et Sciences humaines de Paris-Sorbonne / Recherches » (no 28), 1976, 363 p. (ISBN 978-2233000231)[34].
- Madeleine Foisil et al. (éd.), Journal de Jean Héroard, médecin de Louis XIII, Paris, Fayard, 1989, 3123 p. (ISBN 978-2213023496)[26],[24].
- Madeleine Foisil et al. (éd.), Le Journal du sire de Gouberville, Bricqueboscq, éditions des Champs, 1993-1994 (ISBN 978-2266999977, lire en ligne)[18].

### Études
- Madeleine Foisil, La révolte des Nu-pieds et les révoltes normandes de 1639, Paris, PUF, coll. « Publications de la Faculté des Lettres et Sciences humaines de Paris-Sorbonne / Recherches » (no 57), 1970, 368 p. (ISBN 9782130778868, lire en ligne)[13],[14],[15].
- Madeleine Foisil, Le sire de Gouberville, Paris, Aubier, coll. « Histoire », 1981, 288 p.[16],[17].
- Madeleine Foisil, « L'écriture du for privé », dans Philippe Ariès, Georges Duby (dir.), Histoire de la vie privée, t. 3 : De la Renaissance aux Lumières, Paris, Le Seuil, coll. « L'Univers historique », 1986, 640 p. (ISBN 978-2020092937), p. 331-369[18].
- Bernard Plongeron (dir.), Luce Pietri, J. Longère, Françoise Autrand et Madeleine Foisil, Le diocèse de Paris, t. 1 : Des origines à la Révolution, Paris, Beauchesne, coll. « Histoire des diocèses de France » (no 20), 1987, 482 p.[35].
- Madeleine Foisil, La vie quotidienne au temps de Louis XIII, Paris, Hachette, 1992, 378 p. (ISBN 978-2010169205)[36].
- Madeleine Foisil, L'enfant Louis XIII : L'éducation d'un roi 1601-1617, Paris, Perrin, 1996, 263 p. (ISBN 9782262018863)[28].
- Pierre Chaunu, Madeleine Foisil et Françoise de Noirfontaine, Le basculement religieux de Paris au XVIIIe siècle, Paris, Fayard, coll. « Histoire », 1998, 619 p. (ISBN 9782213600635)[31],[32].
- Madeleine Foisil, Femmes de caractère au XVIIe siècle (1600-1650), Paris, Éditions de Fallois, 2004, 238 p. (ISBN 9782877064965)[33].